# Arne Garborg
Arne Garborg, właśc. Aadne Eivindsson Gaborg (ur. 25 stycznia 1851, zm. 14 stycznia 1924) – norweski poeta, dziennikarz i tłumacz.
Pochodził z gminy Time (w Jæren, Rogaland). Był jednym z ośmiorga dzieci rolnika. Od 1872 r. pracował jako dziennikarz m.in. Dagbladet i założonej przez siebie „Den 17de Mai”, później „Norsk Tidend”. Pisał w języku nynorsk. W powieściach, esejach i wierszach poruszał tematykę konfliktów między tożsamością narodową a europejską, jednostką a społeczeństwem, wymogami religii a współczesną cywilizacją i codziennym życiem człowieka. Do najważniejszych dzieł Garborga należą powieści Mannfolk (1886), Trætte Mand (1891), Fred (1892), zbiory poezji Uforsonlige (1888), Læreren (1896), eseje Den ny-norske Sprog- og Nationalitetsberægelse (1877) i „Kolbotnbrev” (1904). Przełożył też na nynorsk Odyseję Homera (1918).
Jego żoną była pisarka Hulda Garborg (1862-1934).
We wrześniu 2012 r. w Bryne otwarto Garborg Centre zajmujące się animacją kulturalną i edukacyjną, w tym organizacją dyskusji na tematy m.in., tolerancji, ekologii i przemian cywilizacyjnych w Norwegii i na świecie.